# Pseudomyrmex rochai
Pseudomyrmex rochai är en myrart som först beskrevs av Auguste-Henri Forel 1912.  Pseudomyrmex rochai ingår i släktet Pseudomyrmex och familjen myror. Inga underarter finns listade i Catalogue of Life.